# A Última Tentação de Cristo
A Última Tentação de Cristo  (em inglês:  The Last Temptation of Christ) é um filme norte-americano de 1988, do gênero drama, dirigido por Martin Scorsese e com roteiro de Paul Schrader baseado no romance homônimo de Níkos Kazantzákis, publicado em 1951.
Como o romance, o filme retrata a vida de Jesus Cristo e a sua luta contra várias formas de tentação, incluindo medo, dúvida, depressão, relutância e luxúria. Isso é retratado no livro e no filme com Cristo imaginando-se envolvido em atividades sexuais, uma ideia que provocou a indignação de alguns cristãos. O filme inclui um aviso explicando que se afasta da interpretação bíblica comumente aceita da vida de Jesus, e não se baseia nos Evangelhos.
Scorsese recebeu uma indicação ao Oscar de melhor diretor. Barbara Hershey foi indicada ao Globo de Ouro de Melhor Atriz Coadjuvante por seu papel como Maria Madalena, enquanto o desempenho de Harvey Keitel como Judas Iscariotes lhe rendeu um prêmio Framboesa de Ouro de Pior Ator Coadjuvante.

## Enredo
O filme começa com um homem sussurrando em desespero, "O sentimento começa. Muito suave, muito amável. Então inicia a dor. Garras deslizam sob a pele e me dilaceram. Pouco antes delas alcançarem meus olhos, se enterram. E eu me lembro. Primeiro, fiz jejum por três meses. Até cheguei a me chicotear antes de dormir. No início funcionava. Porém, a dor voltou. E as vozes também. Elas chamam-me pelo nome: Jesus."
Jesus de Nazaré (Willem Dafoe) é um homem que trabalha como carpinteiro na Judeia ocupada por Roma, dividido entre seus próprios desejos humanos e seu conhecimento de que Deus lhe deu uma missão, após alguns sinais divinos. Este conflito resulta em auto-aversão, pois era um dos carpinteiros que fazia as cruzes com as quais os romanos utilizavam para crucificar revolucionários judeus. Vivendo um grande dilema, Jesus passa a se sentir como um judeu que mata judeus.
Judas Iscariotes (Harvey Keitel), originalmente enviado para matar Jesus por colaborar com os romanos, percebe que Jesus é o Messias prometido nas Escrituras Hebraicas, e pede a ele para liderar uma revolução para libertar o povo judeu do domínio romano. Jesus responde que é contrário ao uso da violência e que sua mensagem é o amor à humanidade; depois Judas se junta a Jesus em seu ministério, mas ameaça matá-lo se ele se desviar do propósito de ser um revolucionário. Jesus também se reencontra com Maria Madalena (Barbara Hershey), uma prostituta judia que foi rejeitada por ele na juventude, e resiste a ela. Madalena pede a Jesus para ficar com ela, não como uma prostituta, e sim, como uma mulher que quer ter um marido ao seu lado, um pedido que ele considera antes de sair para uma comunidade monástica. Jesus, mais tarde, salva Maria de uma multidão que se reuniu para apedrejá-la por sua prostituição e por estar trabalhando no sabá. Jesus obriga a multidão a poupar a vida dela, perguntando "Quem aqui nunca pecou?", oferecendo-lhes duas pedras. Mais tarde, ele prega à multidão usando muitas das parábolas do Sermão da Montanha.
Jesus reúne discípulos, mas permanece incerto de seu papel. Ele visita seu primo João Batista, que o batiza, e naquela noite os dois discutem suas diferentes teologias e visões políticas. João acredita que é preciso primeiro ganhar a liberdade dos romanos para conseguir seu fim, enquanto Jesus afirma que o amor é mais importante e as pessoas devem tender a assuntos espirituais. Jesus, então, vai para o deserto para testar a conexão de Deus com ele, e lá é tentado por Satanás como uma cobra, um leão, e um pilar de fogo (dublado por Barbara Hershey, Harvey Keitel, e Leo Marks), mas resiste a cada um deles. Então vislumbra-se com um machado, sendo instruído por João Batista, em resposta ao dilema de Jesus, em escolher o caminho do amor (simbolizado pelo coração) ou o caminho da violência (representada pelo machado). Ele retorna do deserto à casa de Marta e Maria de Betânia (ambas irmãs de Lázaro), que lhe restauram a saúde e tentam convencê-lo de que a maneira de agradar a Deus é ter uma casa, um casamento e filhos. Jesus, então, disposto a arrancar o seu próprio coração, aparece diante de seus discípulos, que estavam a sua espera, e os convida a segui-lo. Com a confiança recém-descoberta, ele restaura a visão a um cego, transforma a água em vinho, e ressuscita Lázaro (Tomas Arana) do mundo dos mortos.
Eventualmente, seu ministério atinge Jerusalém, onde Jesus realiza a Limpeza do Templo e lidera um pequeno grupo de judeus para ocupar o templo, mas para na escadaria para aguardar um sinal de Deus pelo que ele deve fazer em seguida. Ele começa a sangrar pelas mãos, onde reconhece como um sinal de que ele deve morrer na cruz para trazer a salvação para a humanidade. Confiando em Judas, o convence a ser entregue aos romanos, apesar de Judas inclinar-se ao contrário. Jesus reúne os seus discípulos para o sêder da Páscoa, mais tarde conhecida como a Última Ceia; depois, Judas lidera um contingente de soldados para prender Jesus no jardim do Getsêmani, identificando-o com um beijo. Na luta para defender seu mestre, Pedro (Victor Argo) corta a orelha de Malco. Em mais um milagre, Jesus restaura a orelha de Malco e se entrega aos soldados. Pôncio Pilatos (David Bowie) confronta Jesus e lhe condena à morte porque representa uma ameaça ao Império Romano. Jesus é espancado, flagelado e, posteriormente, uma coroa de espinhos é colocada em sua cabeça. Ao final, é crucificado.
O filme narra a vida de Jesus de uma maneira mais ou menos consistente com os Evangelhos (no início do filme, Scorsese adverte que é uma obra de ficção, sem descrever em detalhes a vida de Jesus). O enredo muda substancialmente no momento da crucificação.
Ainda na cruz, Jesus conversa com uma jovem que alega ser seu anjo da guarda (interpretada por Juliette Caton). O anjo diz a ele que, apesar de ele ser o Filho de Deus, ele não é o Messias, e que Deus está satisfeito com ele, e quer que ele seja feliz. Ela o tira da cruz e, invisível para os outros, o leva até Maria Madalena, com quem ele se casa. Logo estão esperando um filho e vivem uma vida idílica; Maria, porém, morre de forma abrupta, e Jesus é consolado por seu anjo por perder a esposa e o filho ainda por nascer; por isso ele toma Maria e Marta, as irmãs de Lázaro, como suas esposas. Ele começa uma família com elas, tem muitos filhos, e vive uma vida em paz.
Um dia ele se depara com o apóstolo Paulo (Harry Dean Stanton) pregando sobre o Messias, contando histórias da ressurreição de Jesus e de sua ascensão ao céu. Jesus tenta dizer a Paulo que ele é o homem sobre quem Paulo foi pregar e argumenta que a salvação não pode ser fundada em mentiras. Paulo responde que as pessoas sofrem e são infelizes, e que sua única esperança é a do Jesus ressuscitado, que salvará o mundo dos pecados. Paulo conclui dizendo que "o seu Jesus" é muito mais poderoso do que o "verdadeiro", e isso o levará a tentar continuar seu trabalho de pregação.
Perto do fim de sua vida, um Jesus idoso convida seus antigos discípulos para seu leito de morte. Pedro, Natanael, e João visitam seu mestre quando Jerusalém está no auge de uma rebelião; depois Judas vem por último e o repreende por não completar sua missão, e revela que o anjo jovem que o retirou da crucificação era, na verdade, Satanás. Judas também adverte que se Jesus morrer assim, será apenas como um homem; virando as costas para Deus e não haverá sacrifício ou salvação. Assustado e arrependido, num cenário apocalíptico de escuridão, em meio aos gritos de uma Jerusalém em chamas, Jesus rasteja-se de sua casa implorando o perdão do Senhor. Chegando ao local de sua crucificação, ele implora a Deus para que permita cumprir seu propósito e "deixá-lo ser o "filho de Deus".
Jesus, então, encontra-se mais uma vez pendurado na cruz. Tudo havia sido um sonho ruim. Tendo superado a "última tentação" de escapar da morte, ser casado e criar uma família, e do desastre que se seguiria, que teria, consequentemente, abrangido a humanidade. Nu e sangrando, Jesus grita em êxtase antes de sua morte: "Tudo está consumado!", ciente de que salvou a alma do homem. A tela então começa a piscar em branco.

## Elenco
- Willem Dafoe .... Jesus
- Harvey Keitel .... Judas
- Verna Bloom .... Maria, mãe de Jesus
- Barbara Hershey .... Maria Madalena
- David Bowie .... Pôncio Pilatos
- Irvin Kershner .... Zebedeu
- John Lurie .... José
- Harry Dean Stanton .... Saulo / apóstolo Paulo
- Gary Basaraba .... apóstolo André
- Victor Argo .... apóstolo Pedro
- Michael Been .... apóstolo João
- Paul Herman ....apóstolo Filipe
- Paul Greco .... apóstolo Simão
- Andre Gregory .... João Batista
- Tomas Arana .... Lázaro
- Barry Miller .... Jerônimo
- Leo Burmester .... Nataniel
- Steve Shill .... centurião

## Produção
Martin Scorsese queria fazer uma versão cinematográfica da vida de Jesus desde a infância. O diretor optou pelo romance A Última Tentação no final de 1970, que ele entregou a Paul Schrader para fazer a adaptação. A Última Tentação era originalmente para ser o acompanhamento de Scorsese de O Rei da Comédia; a produção foi prevista para começar em 1983 pela Paramount, com um orçamento de cerca de 14 milhões de dólares e filmado em Israel. O elenco original incluía Aidan Quinn como Jesus, Sting como Pôncio Pilatos, Ray Davies, como Judas Iscariotes, e Vanity como Maria Madalena. A gestão da Paramount e sua controladora, o Gulf+Western cresceu desconfortável devido ao orçamento e as imagem e cartas de protesto recebidas de grupos religiosos. O projeto entrou em recuperação e finalmente foi cancelado em dezembro de 1983. Scorsese em vez passou a fazer After Hours.
Em 1986, a Universal Studios tornou-se interessada no projeto. Scorsese ofereceu-se para rodar o filme em 58 dias por 7 milhões de dólares, e a Universal deu sinal verde à produção. O crítico e roteirista Jay Cocks trabalhou com Scorsese para revisar o roteiro de Schrader. Aidan Quinn passou no papel de Jesus, e Scorsese reformulou o personagem com Willem Dafoe. Sting também passou no papel de Pilatos, mais está foi reformulado com David Bowie. As filmagens começaram em outubro de 1987. A sessão local nos Marrocos (a primeira de Scorsese) foi difícil, e as dificuldades se agravaram com a programação apressada. "Nós trabalhamos em um estado de emergência", lembrou Scorsese. Cenas tiveram de ser improvisadas e trabalhado em conjunto com pouca deliberação, levando o diretor a desenvolver uma estética minimalista sobre o filme. As filmagens se embrulharam até 25 de dezembro de 1987.

### Música
A trilha sonora do filme, composta por Peter Gabriel, recebeu uma indicação ao Globo de Ouro de melhor trilha sonora original, em 1988, e foi lançada em CD com o título Passion: Music for The Last Temptation of Christ, que ganhou um Grammy em 1990 para Melhor Álbum New Age. A própria trilha do filme ajudou a popularizar a música mundial. Gabriel posteriormente compilou um álbum chamado Passion – Sources, incluindo material adicional por vários músicos que o inspiraram a compor a trilha sonora, ou que ele amostrou para a trilha sonora.

## Lançamento
O filme estreou em 12 de agosto de 1988. Foi exibido mais tarde, como parte do Festival de Veneza em 7 de setembro de 1988. Em resposta a aceitação do filme como parte da programação do festival de cinema, o diretor Franco Zeffirelli tirou o filme Young Toscanini do programa.

### Ataque no teatro Saint Michel, Paris
Em 22 de outubro de 1988, um grupo fundamentalista cristão francês lançou coquetéis molotov no interior do teatro parisiense Saint Michel enquanto ele estava mostrando o filme. Este ataque feriu treze pessoas, quatro das quais foram severamente queimadas. O teatro Saint Michel foi fortemente danificado, e reaberto três anos mais tarde, após a restauração. Após o ataque, um representante da distribuidora do filme, a United International Pictures, disse: "Os inimigos do filme em grande parte venceram. Eles massacraram o sucesso do filme, e eles têm medo do público." Jack Lang, ministro da Cultura da França, foi para o teatro St.-Michel após o incêndio, e disse: "A liberdade de expressão está ameaçada, e não devemos ser intimidados por tais atos." O Arcebispo de Paris, Jean-Marie Cardeal Lustiger, disse: "Um não tem o direito de chocar a sensibilidade de milhões de pessoas pelas quais Jesus é mais importante que o pai ou a mãe." Após o incêndio, ele condenou o ataque, dizendo: "Vocês não se comportam como cristãos, mas como inimigos de Cristo. Do ponto de vista cristão, não se defende Cristo com armas. O próprio Cristo proibiu isso." O líder da Solidariedade Cristã Mundial, um grupo católico que havia prometido parar o filme de ser mostrado, disse: "Nós não hesitaremos em ir para a prisão, se for necessário."
O ataque foi posteriormente atribuído a um grupo fundamentalista cristão ligado a Bernard Antony, um representante do partido de extrema-direita Frente Nacional ao Parlamento Europeu, em Estrasburgo, e os seguidores do arcebispo Marcel Lefebvre foram excomungados. Lefebvre foi excomungado pela Igreja Católica em 2 de julho de 1988. Houve ataques semelhantes contra teatros incluído grafites, desencadeando botijões de gás lacrimogêneo e bombas de mau cheiro, e agressões a cinéfilos. Pelo menos nove pessoas que se acreditam serem membros do grupo fundamentalista católica foram presos. O historiador Rene Remond disse que os católicos de extrema-direita, "São o componente mais resistente da Frente Nacional e são motivados mais pela religião do que pela política. Eles tem uma filosofia política coerente, que não mudou nos últimos 200 anos: Que é a rejeição da revolução, da república e do modernismo."

### Controvérsia
A sequência final homônima de A Última Tentação de Cristo retrata Jesus crucificado — tentado pelo que acaba sendo Satanás na forma de uma bela criança andrógina — passando por um sonho ou realidade alternativa onde ele desce da cruz, casa-se com Maria Madalena (e mais tarde Maria e Marta), e vive a sua vida como um homem completamente mortal. Ele entende no seu leito de morte que foi enganado por Satanás e implora a Deus para deixá-lo "ser o filho [de Deus]", no ponto em que ele se encontra mais uma vez sobre a cruz. Em outros pontos do filme, Jesus é retratado como a construção de cruzes para os romanos, sendo atormentado pela voz de Deus, e lamentando os muitos pecados que ele acredita que cometeu.
Devido a estes desvios das narrativas evangélicas — e, especialmente, uma breve cena em que Jesus e Maria Madalena consumam o casamento — vários grupos fundamentalistas cristãos organizaram protestos e boicotes ao filme antes e após o seu lançamento. Um protesto, organizado por uma estação de rádio religiosa californiana, reuniu 600 manifestantes de piquete na sede da empresa-mãe da Universal Studios, a MCA; um dos manifestantes vestiu-se como presidente da MCA Lew Wasserman e fingiu dirigir unhas pelas mãos de Jesus em uma cruz de madeira. Bill Bright da Campus Crusade for Christ ofereceu-se para comprar o filme negativo da Universal, a fim de destruí-lo. Os protestos foram eficazes em convencer várias cadeias de cinema a não exibir o filme; uma dessas cadeias, General Cinemas, mais tarde se desculpou com Scorsese por faze-lo.
Em alguns países, incluindo a Turquia, México, Chile e Argentina, o filme foi proibido ou censurado por vários anos. Até julho de 2010, o filme continuou a ser proibido nas Filipinas e Singapura.

### Mídia doméstica
Embora A Última Tentação tenha sido lançado em VHS e Laserdisc, muitas locadoras de vídeo, incluindo o então dominante Blockbuster Video, recusou-se a levá-lo a locação como resultado da recepção controversa do filme. Em 1997, a Criterion Collection emitiu uma edição especial de A Última Tentação em VHS, que a Criterion relançou em DVD em 2000 e em disco Blu-ray na Região A, em março de 2012.

## Recepção
O filme tem sido apoiada de forma positiva pelos críticos de cinema. A revisão agregador Rotten Tomatoes relata que 83% de 48 críticos de cinema deram ao filme uma revisão positiva, com uma avaliação média de 7,3 em 10. Metacritic, que atribui uma pontuação média ponderada de 100 a opiniões de críticos convencionais, que dá ao filme uma pontuação de 80 com base em 18 comentários.
Em sua análise, Roger Ebert, que deu ao filme quatro de quatro estrelas, escrevendo que Scorsese e o roteirista Paul Schrader "pagou a Cristo o elogio de tirar ele e sua mensagem a sério, e eles fizeram um filme que não o liga a uma castrada imagem berrante, a partir de um cartão religioso. Aqui ele é carne e sangue, lutando, questionando, perguntando a si mesmo e seu Pai, que é o caminho certo, e finalmente, depois de um grande sofrimento, ganhando o direito de dizer, na cruz: 'Está feito.'" Ebert mais tarde incluiu o filme em sua lista de "Grandes Filmes".
Escritores em NNDB afirmaram que "o roteiro de Paul Schrader e desempenho de Willem Dafoe fizeram talvez o mais honestamente como Cristo retrato de Jesus jamais filmado."
O crítico cristão de cinema Steven D. Greydanus condenou o filme, escrevendo: "Venenoso moral e espiritualmente, também é inútil como arte ou de entretenimento, pelo menos, em qualquer teoria da arte como um objeto de apreciação. Como um artefato de realização técnica, pode ser bem feito; mas como um filme, é desprovida de mérito redentor." Uma revisão associada à Catholic News Service afirma que A Última Tentação "falha devido a inadequação artística ao invés de preconceito anti-religioso".

## Principais prêmios e indicações
Oscar 1989 (EUA)
- Indicado na categoria de melhor diretor.

Globo de Ouro 1989 (EUA)
- Indicado na categoria de melhor trilha sonora para cinema e melhor atriz coadjuvante de cinema (Barbara Hershey).

Framboesa de Ouro 1989 (EUA)
- Indicado na categoria de pior ator coadjuvante (Harvey Keitel).